# Verkehrskompaß
Verkehrskompaß war eine Filmreihe zur Verkehrserziehung, die überwiegend im Fernsehen der DDR ausgestrahlt und vom DEFA-Studio für Dokumentarfilme im Auftrag des Ministeriums des Innern der DDR, Hauptabteilung Verkehrspolizei und der Staatlichen Versicherung der DDR von 1969 bis 1990 produziert wurde. Die erste Folge lief am 17. Februar 1969.

## Sendung
Verkehrskompaß bestand aus etwa fünfminütigen Kurzfilmen mit Ratschlägen zur Sicherheit im Straßenverkehr und war als Gegenstück zur westdeutschen Reihe Der 7. Sinn angelegt. Die Finanzierung der Sendung übernahm die Staatliche Versicherung der DDR.
Später wurden die Filme außer im Fernsehen auch auf Schulungsveranstaltungen der Verkehrspolizei vorgeführt. Zudem wurden sie teilweise in der Ratgeber-Sendung Das Verkehrsmagazin ausgestrahlt, da die Redaktionen beider Sendungen eng zusammenarbeiteten.
Insgesamt entstanden 879 Folgen, davon 296 in Schwarzweiß (bis 1974). Die Regisseure waren Friedrich Rochow (* 8. Januar 1938 in Jena) und Ulrich Kluck (* 23. Mai 1923 in Bütow).
In Zusammenarbeit mit Heinz und Liselotte Busse (Text) und Bernd Wefelmeyer (Musik) entstanden ca. 80 Verkehrskompaß-Episoden unter dem Titel Gestatten, Meier. In dramatisierten Szenen wirkte der populäre Darsteller Günter Schubert als „Durchschnitts-Verkehrssünder“ Meier mit. Sprecher Texte war der Klaus Piontek. Typisch für diese Folgen war der Schlusssatz Meiers:

„Das will ich nun
auch ganz gewiss nicht wieder tun!“

Die Sendung wurde mehrfach mit verschiedenen Preisen ausgezeichnet. Verkehrskompaß erhielt zum Beispiel Verdienstmedaillen und Auszeichnungen des Ministeriums des Innern, gewann den Großen Preis auf dem Internationalen Festival für verkehrserzieherische Filme in Zagreb und Karlovy Vary und wurde mit dem Theodor-Körner-Preis der DDR geehrt.

## Stiefelchen und Kompaß-Kalle

Ampelmännchen

Neben den Filmen für Erwachsene entstanden auch 60 Folgen für Kinder, die in der Sendereihe Unser Sandmännchen ausgestrahlt wurden – mit den Kinderfiguren Stiefelchen und Kompaß-Kalle. Sie trugen maßgeblich zur Berühmtheit des Verkehrsampel-Symbols Ampelmännchen bei. Die erste Folge des Verkehrskompaß für Kinder wurde am 19. November 1984 ausgestrahlt. Nach einer Zeichentrick-Einleitung wurde Kindern in kurzen Realfilmen gezeigt, wie sie sich sicher als Verkehrsteilnehmer zu verhalten haben. Auch die Sandmännchen-Reihe wurde auf dem Internationalen Festival für verkehrserzieherische Filme 1986 in Karlovy Vary mit dem Großen Preis ausgezeichnet.
Die Reime aus der Anfangs- und Endsequenz stammten von Dichter und Kinderbuchautor Nils Werner.
Titelreim:
Stiefelchen und Kompass-Kalle,

das sind Kinder, wie ihr alle.

Ich, der grüne Ampelmann,

bin ein Freund, der helfen kann.

Aber auch mein Freund in Rot

hilft euch aus so mancher Not.

Freundlich zieh ich meinen Hut.

Geht, macht eure Sache gut!
Reim des grünen Ampelmännchen und gleichzeitig Schlusssatz jeder Sendung:
So ist’s richtig, so ist’s gut,

freundlich zieh ich meinen Hut.

Lernt wie Wuff, der kleine Hund.

Passt schön auf und bleibt gesund.
Die Musik zur Untermalung der Sandmännchen-Episoden stammte von Reinhard Lakomy.

## Sonstiges
Außer dem Verkehrskompaß gab es im Fernsehen der DDR noch eine Ratgebersendung für Straßenverkehrsteilnehmer. Das Verkehrsmagazin wurde bis 1991 alle zwei Wochen im 1. Programm ausgestrahlt und in der darauffolgenden Wochen im 2. Programm wiederholt. Als begleitendes Magazin zum Verkehrskompaß wurde von 1969 bis 1973 die Sendung Fahrpause produziert.
Einer der Regisseure des Verkehrskompaß, Friedrich Rochow, war im November 2011 Ehrengast bei der Eröffnung des Ampelmuseums in Berlin anlässlich des 50-jährigen Jubiläums des Ampelmännchens. Nach dem Ende der Sendung arbeitete Rochow unter anderem für die RTL-Sendung Notruf und drehte Dokumentationen über die Neu- und Umbauten der Bundesautobahnen im Rahmen der Verkehrsprojekte Deutsche Einheit im Auftrag des Bundesverkehrsministeriums.